# Gisaburō Sugii
Gisaburō Sugii (杉井ギサブロー?, Sugii Gisaburō; Numazu, 20 agosto 1940) è un animatore e regista giapponese famoso per i suoi anime.

## Biografia
Tra il 1958 ed il 1961 lavorò per la Toei Doga come animatore, prendendo parte alla lavorazione di vere e proprie pietre miliari del cinema d'animazione giapponese, come La leggenda del serpente bianco. Alla Toei conobbe e strinse amicizia con Osamu Tezuka, che seguì quando questi lasciò l'azienda per fondare la Mushi Production. Qui Sugii rimase fino al 1967 divenendo prima sakkan e poi regista di svariate serie televisive animate, ivi incluse serie storiche come Tetsuwan Atom (Astro Boy) e Goku no daibōken (The Monkey). Lasciato l'impiego presso la Mushi, Sugii scelse di lavorare come freelance, fondando con Tetsu ed Osamu Dezaki la Art Fresh. Come indipendente continuò a collaborare intensamente anche con lo stesso studio di Tezuka, soprattutto nella realizzazione come direttore dell'animazione di alcune importanti pellicole cinematografiche, tra cui in particolare Kanashimi no Belladonna, ultimo film prodotto dalla Mushi nel 1973 prima della bancarotta. Nel frattempo, nel 1969 Sugii aveva preso contatti con il piccolo studio Group TAC, con cui ha collaborato fino alla sua chiusura e dove ha realizzato le sue opere più importanti, compresi diversi adattamenti tratti da fumetti della mangaka Mitsuru Adachi. 
Tra gli anime che gli hanno valso fama e fortuna, le serie TV Glass no kamen (1984) e Touch (1985), i lungometraggi Ginga tetsudō no yoru (1985),  basato sull'omonimo racconto di Kenji Miyazawa, e Murasaki shikibo: Genji monogatari, film del 1987 tratto dal classico della letteratura giapponese Genji monogatari. 
Sugii non ha mancato di cimentarsi anche con l'animazione al computer, soprattutto con opere dedicate ai più piccoli, quali il film Arashi no yoru ni (Amicinemici - Le avventure di Gav e Mei) del 2005 con Group TAC e TBS, o Cinnamon the Movie con la Madhouse per la Sanrio, del 2007.

## Filmografia parziale
- La leggenda del serpente bianco (1958, animazione)
- Tetsuwan Atom (1963, animazione)
- Gokū no daibōken (Monkey) (1967, regia)
- Dororo (1969, regia)
- Kanashimi no Belladonna (1973, direzione dell'animazione)
- Jack e i fagioli magici (1974, regia)
- Nine (1983, regia)
- Glass no kamen (1984, regia)
- Ginga tetsudo no yoru (1985, regia)
- Touch (1985, regia)
- Murasaki Shikibu: Genji Monogatari (1987, regia)
- Questa allegra gioventù (Hiatari Ryōkō!) (1987, regia)
- Nozomi Witches (1992, regia)
- Street Fighter II gekijoban (1994, regia)
- Tobe! Isami (1995, regia)
- Street Fighter II V (1995, regia)
- Lupin III - Il segreto del Diamante Penombra (Rupan Sansei: Twilight Gemini no himitsu) (1996, soggetto, regia)
- SuperDoll Rika-chan (1998, regia)
- Hidamari no ki (2000, regia)
- Holly e Benji Forever (Captain Tsubasa: Road to 2002) (2001, regia)
- Hitsuji no Uta (2003, regia)
- Amicinemici - Le avventure di Gav e Mei (Arashi no yoru ni) (2005, soggetto, regia)
- Cinnamon the Movie (2007, regia)
- Guskō Budori no Denki (グスコーブドリの伝記) (2012) regia